# Liste der Rektoren der Technischen Universität Wien
Die Liste der Rektoren der Technischen Universität Wien listet alle Rektoren dieser Hochschule ab der Gründung im Jahr 1815 auf. Von 1815 bis 1866 gab es fünf ernannte Direktoren, in der Zeit von 1866 bis 2011 insgesamt 107 gewählte Rektoren. Seit 2011 steht mit Sabine Seidler erstmals eine Frau an der Spitze der Universität. Karl Holey war zweimal Rektor: in den Studienjahren 1938/39 und 1946/47, ebenso war Joseph Neuwirth zweimal Rektor.

## Direktoren bzw. Rektoren des Polytechnischen Institutes (1815–1872)
Das Polytechnische Institut wurde 1815 gegründet. 1865 wurde in einem von Kaiser Franz Josef I. genehmigten Organisationsstatut niedergelegt, dass statt des von der Regierung ernannten Direktors das Professorenkollegium aus seiner Mitte einen Rektor wählen sollte. Erster gewählter Rektor wurde 1866 der Professor für Höhere Geodäsie und Astronomie Joseph Herr. Am 10. April 1872 wurde das polytechnische Institut in eine Technische Hochschule umgewandelt.

### Direktoren des Polytechnischen Institutes (1815–1866)
|  | Name                      | von  | bis  | Fachbereich     | Anmerkung |
|  | ------------------------- | ---- | ---- | --------------- | --------- |
|  | Johann Joseph von Prechtl | 1815 | 1849 |                 |           |
|  | Adam von Burg             | 1850 | 1852 | Mathematik      |           |
|  | Christian von Platzer     | 1852 | 1853 | Offizier        |           |
|  | Karl von Smola            | 1853 | 1858 | Offizier        |           |
|  | Georg Haltmeyer           | 1858 | 1866 | Geowissenschaft |           |

### Rektoren des Polytechnischen Institutes (1866–1872)
|  | Name                    | von  | bis  | Fachbereich                                       | Anmerkung |
|  | ----------------------- | ---- | ---- | ------------------------------------------------- | --------- |
|  | Josef Philipp Herr      | 1866 | 1867 | Geodäsie und Astronomie                           | [ 4 ]     |
|  | Friedrich Hartner       | 1867 | 1868 | Geometrie                                         |           |
|  | Johann Hönig            | 1868 | 1869 | Geometrie                                         | [ 5 ]     |
|  | Adalbert Nikolaus Fuchs | 1869 | 1870 | Land- und Forstwirtschaftslehre                   | [ 6 ]     |
|  | Hermann Blodig          | 1870 | 1871 | Nationalökonomie, Handels-, See- und Wechselrecht | [ 7 ]     |
|  | Josef Kolbe             | 1871 | 1872 | Mathematik                                        |           |

## Rektoren der Technischen Hochschule Wien (1872–1976)

### Rektoren der Technischen Hochschule Wien (1872–1900)
|  | Name                                      | von  | bis  | Fachbereich                                  | Anmerkung |
|  | ----------------------------------------- | ---- | ---- | -------------------------------------------- | --------- |
|  | Heinrich Hlasiwetz                        | 1872 | 1873 | Chemie                                       | [ 8 ]     |
|  | Viktor Pierre                             | 1873 | 1874 | Physik                                       |           |
|  | Ferdinand von Hochstetter                 | 1874 | 1875 | Geologie                                     | [ 9 ]     |
|  | Karl Jenny                                | 1875 | 1876 | Mechanik und Maschinenlehre                  |           |
|  | Carl Wilhelm Christian von Doderer        | 1876 | 1877 | Hochbau und Architektur                      |           |
|  | Ignaz Heger                               | 1877 | 1878 | Mechanische Technologie                      |           |
|  | Hugo Franz Ritter von Brachelli           | 1878 | 1879 | Statistik, Verfassungs- und Verwaltungsrecht |           |
|  | Andreas Kornhuber                         | 1879 | 1880 | Zoologie und Botanik                         |           |
|  | Heinrich von Ferstel                      | 1880 | 1881 | Hochbau                                      |           |
|  | Leopold Ritter von Hauffe                 | 1881 | 1882 | Maschinenbau                                 |           |
|  | Georg Rebhann Ritter von Aspernbruck      | 1882 | 1883 | Brückenbau                                   | [ 10 ]    |
|  | Alexander Bauer                           | 1883 | 1884 | Chemie                                       | [ 11 ]    |
|  | Wilhelm Robert Tinter Edler von Marienwil | 1884 | 1885 | Mathematik, Geodäsie, Astronomie             |           |
|  | Johann Georg Ritter von Schoen            | 1885 | 1886 | Straßen- und Wasserbau                       |           |
|  | Johann Oser                               | 1886 | 1887 | Chemie                                       | [ 12 ]    |
|  | Franz von Rziha                           | 1887 | 1888 | Eisenbahn- und Tunnelbau                     |           |
|  | Leander Ditscheiner                       | 1888 | 1889 | Physik                                       |           |
|  | Anton Schell                              | 1889 | 1890 | Geometrie                                    |           |
|  | Josef Finger                              | 1890 | 1891 | Physik, Mathematik                           |           |
|  | Johann von Radinger                       | 1891 | 1892 | Maschinenbau                                 | [ 13 ]    |
|  | Rupert Böck                               | 1892 | 1893 | Mechanik und Maschinenlehre                  |           |
|  | Franz Toula                               | 1893 | 1894 | Geologie und Mineralogie                     |           |
|  | Emanuel Czuber                            | 1894 | 1895 | Mathematik                                   |           |
|  | Friedrich Kick                            | 1895 | 1896 | Mechanische Technologie                      |           |
|  | August Prokop                             | 1896 | 1897 | Hochbau                                      |           |
|  | Johann Emanuel Brik                       | 1897 | 1898 | Brückenbau                                   |           |
|  | Hugo Ritter von Perger                    | 1898 | 1899 | Chemie                                       |           |
|  | Christian Ulrich                          | 1899 | 1900 | Utilitätsbaukunde und Eisenbahnhochbau       |           |

### Rektoren der Technischen Hochschule Wien (1900–1955)
|  | Name                       | von  | bis  | Fachbereich                                                                  | Anmerkung             |
|  | -------------------------- | ---- | ---- | ---------------------------------------------------------------------------- | --------------------- |
|  | Moritz Allé                | 1900 | 1901 | Mathematik                                                                   |                       |
|  | Carl König                 | 1901 | 1902 | Baukunst                                                                     |                       |
|  | Guido Krafft               | 1902 | 1903 | Getreidebau                                                                  | [ 14 ]                |
|  | Joseph Neuwirth            | 1903 | 1904 | Kunstgeschichte                                                              | [ 15 ]                |
|  | Ludwig von Tetmajer        | 1904 | 1905 | Mechanik und Baumaterialienkunde; verstarb wenige Monate nach Amtsantritt    |                       |
|  | Joseph Neuwirth            | 1905 | 1905 | Kunstgeschichte; erster Rektor, der diese Funktion zweimal innehatte         |                       |
|  | Franz Ritter von Höhnel    | 1905 | 1906 | Botanik, Mikroskopie und technische Warenkunde                               |                       |
|  | Carl Hochenegg             | 1906 | 1907 | Elektrotechnik                                                               |                       |
|  | Georg Vortmann             | 1907 | 1908 | Chemie                                                                       |                       |
|  | Eduard Doležal             | 1908 | 1909 | Geodäsie                                                                     | [ 16 ]                |
|  | Leo Baudiss                | 1909 | 1910 | Maschinenbau (Wärmekraftmaschinen)                                           |                       |
|  | Hans Jüptner von Jonstorff | 1910 | 1911 | Chemie                                                                       |                       |
|  | Wilhelm Suida              | 1911 | 1912 | Chemie                                                                       |                       |
|  | Emil Müller                | 1912 | 1913 | Mathematik                                                                   | [ 17 ]                |
|  | Johann Sahulka             | 1913 | 1914 | Elektrotechnik                                                               | [ 18 ]                |
|  | Richard Schumann           | 1914 | 1915 | Geodäsie, Astronomie                                                         |                       |
|  | Gustav Jäger               | 1915 | 1916 | Physik                                                                       | [ 19 ]                |
|  | Max Bamberger              | 1916 | 1917 | Chemie                                                                       | [ 20 ]                |
|  | Bernhard Kirsch            | 1917 | 1918 | Mechanik und Baumaterialienkunde                                             |                       |
|  | Karl Zsigmondy             | 1918 | 1919 | Mathematik                                                                   |                       |
|  | Karl Kobes                 | 1919 | 1920 | Maschinenbau                                                                 | [ 21 ]                |
|  | Emil Artmann               | 1920 | 1921 | Hochbau                                                                      |                       |
|  | Max von Ferstel            | 1921 | 1922 | Architektur                                                                  |                       |
|  | Karl Mayreder              | 1922 | 1923 | Baukunst und Städtebau; im Jänner 1923 krankheitsbedingt zurückgetreten      |                       |
|  | Rudolf Halter              | 1923 | 1924 | Wasserbau                                                                    |                       |
|  | Rudolf Saliger             | 1924 | 1925 | Bauingenieurwesen; von 13. März 1938 bis Ende 1938 kommissarischer Rektor    | [ 22 ]                |
|  | Heinrich Mache             | 1925 | 1926 | Physik                                                                       | [ 23 ]                |
|  | Hugo Seidler               | 1926 | 1927 | Maschinenbau                                                                 |                       |
|  | Leopold Oerley             | 1927 | 1928 | Bauingenieurwesen                                                            |                       |
|  | Friedrich Hartmann         | 1928 | 1929 | Bauingenieurwesen (Brückenbau)                                               |                       |
|  | Friedrich Schaffernak      | 1929 | 1930 | Bauingenieurwesen (Wasserwirtschaft, Flußbau, Wasserkraftanlagen)            |                       |
|  | Franz Jung                 | 1930 | 1931 | Mathematik, Physik                                                           | [ 24 ]                |
|  | Julius Urbanek             | 1931 | 1932 | Maschinenbau                                                                 |                       |
|  | Oskar Primavesi            | 1932 | 1933 | Maschinenbau, Dynamobau                                                      |                       |
|  | Robert Findeis             | 1933 | 1934 | Bauingenieurwesen (Eisenbahnbau)                                             |                       |
|  | August Kann                | 1934 | 1935 | Elektrotechnik                                                               |                       |
|  | Franz List                 | 1935 | 1936 | Maschinenbau                                                                 |                       |
|  | Friedrich Böck             | 1936 | 1937 | Chemie                                                                       | [ 25 ]                |
|  | Karl Holey                 | 1937 | 1938 | Architektur; bis März 1938, Sommersemester 1946                              | [ 2 ]                 |
|  | Rudolf Saliger             | 1938 | 1938 | Bauingenieurwesen; von 13. März 1938 bis Ende 1938 kommissarischer Rektor    | [ 22 ]                |
|  | Fritz Haas                 | 1938 | 1942 | Hochbau                                                                      |                       |
|  | Heinrich Sequenz           | 1943 | 1945 | Elektrotechnik                                                               |                       |
|  | Adalbert Duschek           | 1945 | 1946 | Mathematik                                                                   | [ 26 ]                |
|  | Karl Holey                 | 1946 | 1946 | Architektur, Sommersemester 1946                                             | [ 2 ]                 |
|  | Karl Wolf                  | 1946 | 1947 | Physik                                                                       | Karl Wolf (Ingenieur) |
|  | Leo Kirste                 | 1947 | 1948 | Flugzeugbau                                                                  | [ 27 ]                |
|  | Friedrich Hopfner          | 1948 | 1949 | Geodäsie, Geophysik                                                          |                       |
|  | Karl Girkmann              | 1949 | 1950 | Bauingenieurwesen                                                            |                       |
|  | Ludwig Flamm               | 1950 | 1951 | Physik                                                                       | [ 28 ]                |
|  | Josef Eckert-Labin         | 1951 | 1952 | Maschinenbau                                                                 | [ 29 ]                |
|  | Ernst Melan                | 1952 | 1953 | Bauingenieurwesen (Baustatik und Baukonstruktionen des Stahl- und Holzbaues) |                       |
|  | Erwin Kruppa               | 1953 | 1954 | Mathematik, Vermessungstechnik                                               | Erwin Kruppa          |
|  | Ludwig Richter             | 1954 | 1955 | Maschinenbau (Verbrennungskraftmaschinen und Kraftfahrwesen)                 |                       |

### Rektoren der Technischen Hochschule Wien (1955–1976)
| Name               | von  | bis  | Fachbereich                   | Anmerkung                                                           |
| ------------------ | ---- | ---- | ----------------------------- | ------------------------------------------------------------------- |
| Kurt Peters        | 1955 | 1956 | Chemie                        |                                                                     |
| Franz Pongratz     | 1956 | 1957 | Bauingenieurwesen             | (1896–1973)                                                         |
| Franz Magyar       | 1957 | 1958 | Maschinenbau (Strömungslehre) | (6. Mai 1894 – 4. September 1958; verstarb während seiner Amtszeit) |
| Fritz Regler       | 1958 | 1959 | Physik                        | (1901–1976)                                                         |
| Karl Kupsky        | 1959 | 1960 | Architektur                   | (1906–1984)                                                         |
| Adolf Slattenschek | 1960 | 1961 | Maschinenbau                  |                                                                     |
| Josef Krames       | 1961 | 1962 | Mathematik                    |                                                                     |
| Jaro Merinsky      | 1962 | 1963 | Architektur                   |                                                                     |
| Jaro Zeman         | 1963 | 1964 | Maschinenbau                  | (1899–1993)                                                         |
| Walter Wunderlich  | 1964 | 1965 | Mathematik                    |                                                                     |
| Werner Kresser     | 1965 | 1966 | Hydrologie                    |                                                                     |
| Robert Stix        | 1966 | 1967 | Elektromaschinenbau           | (1903–1974; Ur-Urenkel von Johann Joseph von Prechtl)               |
| Rudolf Inzinger    | 1967 | 1968 | Mathematik                    |                                                                     |
| Rudolf Wurzer      | 1968 | 1970 | Raumplanung                   |                                                                     |
| Erich Bukovics     | 1970 | 1972 | Mathematik                    | (1921–1975)                                                         |
| Fritz Paschke      | 1972 | 1975 | Elektrotechnik                | (1929–2022)                                                         |

## Rektorinnen und Rektoren der Technischen Universität Wien (ab 1976)

### Rektoren der Technischen Universität Wien (1976–2004)
|  | Name              | von  | bis  | Fachbereich | Anmerkung   |
|  | ----------------- | ---- | ---- | ----------- | ----------- |
|  | Ernst Hiesmayr    | 1975 | 1977 | Architektur |             |
|  | Otto Hittmair     | 1977 | 1979 | Physik      |             |
|  | Wilfried Nöbauer  | 1979 | 1983 | Mathematik  |             |
|  | Walter Kemmerling | 1983 | 1987 | Wasserbau   | (1921–1989) |
|  | Karl Kraus        | 1987 | 1989 | Geodäsie    |             |
|  | Friedrich Moser   | 1989 | 1991 | Architektur | (1926–2023) |
|  | Peter Skalicky    | 1991 | 2011 | Physik      |             |

### Rektorinnen und Rektoren der Technischen Universität Wien (seit 2004)
|  | Name           | von  | bis  | Fachbereich          | Anmerkung |
|  | -------------- | ---- | ---- | -------------------- | --------- |
|  | Peter Skalicky | 1991 | 2011 | Physik               |           |
|  | Sabine Seidler | 2011 | 2023 | Materialwissenschaft |           |
|  | Jens Schneider | 2023 |      | Bauingenieurwesen    |           |